# Alexander Oxholm
Alexander Georg Tully Oxholm (født 5. august 1844 på Tårnholm, død 19. maj 1908 i Kongens Lyngby) var en dansk godsejer, kammerherre og hofjægermester, far til Harald Oxholm.
Han var søn af Harald Peter Oxholm og hustru og arvede 1869 herregården Tårnholm. 30. januar 1902 blev han Ridder af Dannebrog.
Han ægtede 11. januar 1871 på Gammel Estrup Ane Christiane Vilhelmine Juliane komtesse Scheel (20. januar 1852 på Gammel Estrup – 2. juli 1892 i Horsens), datter af kammerherre Jørgen greve Scheel. 8. januar 1876 blev parret skilt.